# Evippomma simoni
Evippomma simoni is een spinnensoort in de taxonomische indeling van de wolfspinnen (Lycosidae).
Het dier behoort tot het geslacht Evippomma. De wetenschappelijke naam van de soort werd voor het eerst geldig gepubliceerd in 1992 door Mark Alderweireldt.